# Ruffey-lès-Beaune
 Ruffey-lès-Beaune  là một xã thuộc tỉnh Côte-d’Or trong vùng Bourgogne-Franche-Comté miền đông nước Pháp.